# Hadena semialba
Hadena semialba är en fjärilsart som beskrevs av W. Warren 1913. Hadena semialba ingår i släktet Hadena och familjen nattflyn. Inga underarter finns listade i Catalogue of Life.